# Francisco Cabral (Künstler)
Francisco Cabral (* 15. Oktober 1949 in Port of Spain) ist ein trinidadischer Konzeptkünstler, dessen Werk in teilweise sehr raumgreifenden Metall- und Holzskulpturen besteht.

## Leben
Cabral wurde am 15. Oktober 1949 in der Belle Eau Road in Belmont, einem Stadtteil im Osten von Port of Spain, als sechstes Kind seiner Mutter Yolande geboren. Er hat fünf Schwestern; ein Bruder starb kurz nach der Geburt. Sein künstlerisches Talent machte sich bereits in jungen Jahren bemerkbar. Als junger Erwachsener leitete er zunächst ein Geschäft für Schallplatten in Maraval, einem Vorort von Port of Spain. Im Mai 1974 heiratete er Shirley Gonzales, eine ehemalige Schülerin des St. Joseph’s Convent in St. Joseph. Mit 30 Jahren entschloss sich Cabral, seine Künstlerkarriere ernsthaft zu verfolgen. Er lebt und arbeitet in Trinidad und Miami.

## Werk
Cabral ist Autodidakt. Handwerkliches Talente eignete er sich beim Bau seines Hauses in den Hügeln oberhalb von Port of Spain an. Seine erste Stuhlskulptur schuf er als Erinnerung an einen schweren Unfall und blieb dann beim Thema. Die Skulpturen wurden von der Art Society of Trinidad and Tobago in Port of Spain ausgestellt. Seine erste Teilnahme an einer großen Ausstellung erfolgte 1986: Nachdem Waldemar Januszczak, Kunstkritiker des Guardian, Trinidad besucht hatte, kam es im Commonwealth Institute in London zu einer ersten Ausstellung über zeitgenössische karibische Kunst, an der Cabral als einer von fünf trinidadischen Künstlern teilnahm. 1987 hatte er seine erste Einzelausstellung in Port of Spain, die von Besuchern sehr unterschiedlich aufgenommen wurde. Auf der Expo 92 war Cabral einer von drei Vertretern seines Heimatlandes und stellte das zentrale Ausstellungsstück des trinidadischen Pavillons.
In seinen Skulpturen thematisiert Cabral unter anderem die Konflikte in durch die Kolonialzeit geprägten Kulturen sowie das kulturelle Erbe aus Zentralafrika gebürtiger Sklaven und ihre Kultur im Trinidad des 20. Jahrhunderts. Bekannt ist er für seine stählernen Hochstühle, die er aus selbst geschaffenen Bestandteilen, Alltagsgegenständen und Fundstücken konstruiert und denen im National Museum and Art Gallery eine Dauerausstellung gewidmet ist. Der Stuhl ist ein zentrales Motiv und dient Cabral als „Skelett“ für Arbeiten, die der trinidadische Kunstkritiker Peter Ray Blood als „sinewy bodies of striking images, some abstract and surrealistic, others more to the point and easily discernible“ („kraftvolle Objekte voll ausdrucksstarker Bilder, einige abstrakt und surrealistisch, andere mehr auf den Punkt und leicht zugänglich“) bezeichnet. Als einen wichtigen Einfluss seines Gesamtwerks nennt Cabral seine Kindheit, in der seine Spielkameraden die Kinder des dem elterlichen Haus gegenüberliegenden Waisenhaus von Belmont waren: Während ich aufgewachsen bin, habe ich das Leben aus einem anderen Blickwinkel betrachtet. Ein zurückgewiesenes Kind sieht die Welt der Erwachsenen auf eine ganz andere Weise.
Die Kunstkritikerin Anne Walmsley urteilte über Cabrals Werk, er übertrage das Konzept des Surrealismus aus der Malerei auf seine Installationen.

## Ausstellungen
- Caribbean Art Now: Europe's first exhibition of contemporary Caribbean art, Gruppenausstellung. Commonwealth Institute Art Gallery, London, 17. Juni – 4. August 1986.
- A Barefoot Journey. Central Bank of Trinidad and Tobago, Port of Spain, 24. August – 25. September 1987.[2]
- Jamaica National Art Gallery, 1988
- Biennale Havanna, Kuba, 1989
- Barbican Centre, England, 1990
- Glasgow Arts Centre, Schottland, 1991
- The Royal Victoria Institute, Port of Spain, Trinidad, 1991
- EXPO 92, Arts Pavilion, Sevilla, 1992
- Museo Arte Moderno, Santo Domingo, Dominikanische Republik, 1992
- Otro Pais – Escalas Africanas, CAAM, Las Palmas, 1994/95
- Fundació La Caixa, Palma de Mallorca, 1994/95
- Paula de la Virreina, Barcelona, 1994/95
- Caribbean Visions, Center for the Fine Arts, Miami, 1995
- Caribbean Visions, New Orleans Museum of Art, 1996
- Dear Joseph, Gruppenausstellung. National Museum and Art Gallery, Port of Spain, 15. März 2013 – 15. März 2014.[9]

## Werkauswahl
- Conflict of Interest, 1987: Stahlskulptur aus Teilen einer Nähmaschine und eines Gewehrs.
- La Ultima Sena, 1992: 9,15 m lange und 3,66 m hohe Holz- und Stahlkonstruktion in Form von überdimensionalen, in den Landesfarben verschiedener Staaten ausgeführten Stühlen.
- Cane Harvest, 1987: Holz- und Stahlskulptur in Sesselform.
- Walking the dog, 1992: Holz- und Stahlskulptur in Form einer Kommode.